# 구로구청 부정선거 항의 점거농성 사건
구로구청 점거농성 사건 (九老區廳占據籠城事件)은 1987년 12월 16일 대한민국 제13대 대통령 선거가 진행되던 중, 구로구을 선거구에서 부정선거 정황 의혹을 감지한 시민과 학생 수천 명이 투표장소인 구로구청을 점거하고 1987년 12월 20일까지 사흘간 항의 농성을 벌인 사건을 말한다.
12월 16일 선거 당일, 개표소로 옮겨지던 이 투표함을 일부 야당 지지자들이 부정투표 용지가 들어 있다며 의혹을 제기한 뒤 탈취했다. 이후 40시간 넘게 구로구청을 점거했고, 최종적으로 시위자 중 200명이 넘게 구속됐다.
이 사건은 한쪽에서는 '민주화 운동'으로, 다른 쪽에서는 '투표함 불법 탈취 사건'으로 상반된 평가를 받는다.

## 전개
제13대 대통령 선거의 투표는 1987년 12월 16일 오전 6시를 기해 전국 각 투표소에서 개시됐다. 당일 서울특별시 구로구갑, 구로구을 선거구 역시 구로구청에서 투표와 개표가 진행되고 있었다.
오전 11시, 구로구선거관리위원회 직원이 투표함 하나를 미리 개함장소로 옮기는 광경을 야당 공정선거감시원과 시민들이 목격했다. 직원들이 옮기던 투표함은 부재자 우편투표함으로, 목격 당시 직원들은 "일반 투표함도 있는데 그게 끝나면 한꺼번에 가기 바쁠 테니까 미리 옮겨놓는 것"이라고 해명했다. 당시 법규상으로는 부재자 투표함의 이송에 관한 명확한 법적 규정이 없었기 때문에, 이후 선관위에서 불법이 아니라고 밝혔다. 그러나 발견 당시 단 하나의 투표함을 트럭 뒤쪽에 옮기려 한다는 점, 그 투표함 위에다가 현수막, 빵 봉지, 봉투 따위를 가득 실어 "투표함을 숨기려는 듯한" 의심을 사면서, 투표 종료 시각인 오후 6시 이전에 옮겼다는 점과 맞물려 처음 발견한 시민들과 직원들 간에 실랑이가 오가기 시작했다. 투표함 수송 당시, 중요한 공적 업무에 필요한 호송 경찰은 현장에 단 한명도 없었다는 점도 이에 한몫했다.

## 투표함 개봉
사건이 벌어진 지 29년이 지난 2016년 7월 14일, 중앙선거관리위원회는 한국정치학회 소속 학자들이 참석한 가운데, 당시 서울 구로을 선거구 부재자 우편투표함을 개봉하였다.
개표 결과 4325표 중 유효표는 4243표였고 노태우 3133표(73.8%), 김대중 575표(13.6%), 김영삼 404표(9.5%), 김종필 130표(3.1%)로, 구로구 전체 개표 결과(김대중 34.2%, 노태우 28.6%, 김영삼 26.4%, 김종필 10.8%)와 현저한 차이를 보여 부정선거 의혹이 다시 확산되었다. 선관위와 국과수의 조사 결과 선관위는 "투표 자체가 조작되거나 위조되지는 않았지만 13대 대선의 군 부재자투표가 온전히 민주적으로 시행되지 못했다"는 결론을 내렸다. 강원택 한국정치학회장은 개함 후 "민주화 30년을 맞아서 과거의 의혹과 문제를 털고, 미래를 향한 논의를 시작하자는 의미에서 하게 된 것"이라며 "당시 우리 민주주의가 성숙하지 못한 면이 있었고 절차적 민주주의의 공정성에 대한 믿음이 약했던 상황이었다. 의혹 제기가 사회적 갈등과 균열로 이어질 수도 있었다는 게 이 사건이 보여주는 것"이라고 했다. 그는 "투표함에서 노태우 후보의 표가 평균보다 훨씬 많이 나왔다. 군 관련 투표가 비민주적이거나 투명하지 않았다고 미뤄볼 수는 있다"고 했다.